# Trasferimento di massa

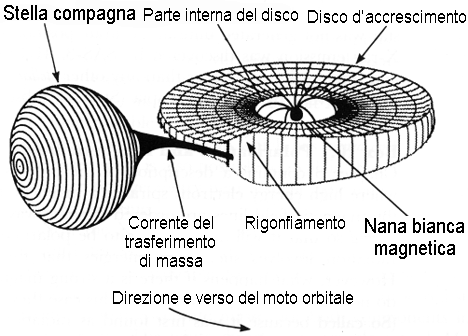
Schema che mostra il trasferimento di massa.

In astrofisica, il trasferimento di massa è il processo attraverso il quale una parte della materia inizialmente legata gravitazionalmente ad un corpo, generalmente una stella, viene attratta da un altro corpo, spesso un oggetto compatto (una nana bianca, una stella di neutroni o un buco nero), e finisce in genere per trasferirsi su quest'ultimo.

## Meccanismo
Il trasferimento di massa può avvenire mediante il processo chiamato trasferimento di massa via flusso dal lobo di Roche e abbreviato in RLOF, acronimo dell'inglese Roche-lobe overflow, o tramite il vento stellare.

Nel primo caso la stella primaria dapprima riempie il proprio lobo di Roche, quindi la materia proveniente dalla primaria passa tramite il punto lagrangiano del sistema alla zona di influenza gravitazionale della secondaria, spiraleggiando in un disco di accrescimento e terminando con la caduta sulla stella.
Quando la primaria è una stella particolarmente massiccia, il materiale può invece trasferirsi alla stella secondaria tramite il vento stellare.
Sono imputabili ai fenomeni di trasferimento di massa le emissioni X di numerosi sistemi binari, la cui stella secondaria sia un oggetto compatto.
Il trasferimento di massa è un fenomeno relativamente comune nelle stelle binarie strette e gioca a volte un ruolo importante nell'evoluzione del sistema e talvolta nella formazione di alcuni tipi di supernovae (soprattutto quelle di tipo Ia) e di pulsar superveloci.